# Witold Woyda
Witold Woyda (n. 10 mai 1939, Poznań, Polonia – d. 5 mai 2008, New York City, New York, SUA) a fost un scrimer polonez, medaliat olimpic. A participat la 4 ediții ale Jocurilor Olimpice (1960, 1964, 1968, 1972) în care a câștigat două medalii de aur, o medalie de argint și o medalie de bronz.